# Miltonsburg (Ohio)
Pour les articles homonymes, voir Miltonsburg.
Miltonsburg est un village américain situé dans le comté de Monroe, dans l'Ohio. Selon le recensement de 2010, sa population est de 43 habitants.